# Boyer Strait
Die Boyer Strait ist eine Wasserstraße in der Region Qikiqtaaluk in Nunavut, Kanada. Sie trennt im Norden Massey Island von Alexander Island im Süden. Die Île Marc liegt am westlichen Ende der Meerenge, hinter der sie in den Byam Martin Channel mündet. Im Osten mündet sie in den Erskine Inlet.